# 이해용
이해용(李海用, 일본식 이름: 三州海用미카와 가이요, 1891년 1월 6일 ~ ?)은 일제강점기의 관료로, 초명은 이시용(李始用)이며, 본관은 우봉, 본적은 경성부 숭이동이다.

## 생애
1911년 조선총독부 임시토지조사국 조사과 서기로 근무했으며, 1917년 임시토지조사국 총무과 서기로 근무했다. 1918년 5월 11일 조선총독부 경무국 경부로 임명되었으며, 1918년 9월 23일 경기도 강화경찰서 경부로 임명되었다. 1919년 4월부터 5월까지 경기도 강화 지역에서 일어난 3·1 운동 관련자 8명을 심문했다.
1919년 10월 30일부터 1921년까지 조선총독부 경무국 고등경찰과 속(屬)으로 근무했으며, 1922년부터 1924년까지 조선총독부 총독관방 감찰관실 속으로 근무했다. 충청북도 진천군수(1924년 9월 13일 임명)와 충청북도 음성군수(1927년 3월 31일 임명), 충청북도 제천군수(1929년 4월 13일 임명), 충청북도 괴산군수(1930년 4월 16일), 충청북도 영동군수(1932년 11월 8일 임명), 충청북도 청주군수(1936년 11월 12일 임명)를 역임했다. 1928년 11월 16일 일본 정부로부터 쇼와 대례 기념장, 1931년 11월 7일 훈6등 서보장, 1937년 6월 3일 훈5등 서보장을 받았으며, 1935년 10월 1일 조선총독부로부터 시정 25주년 기념 표창과 은배 1조를 받았다. 충주군수 재직 시절 충청북도정보위원회 간사(1937년과 1938년), 청주군군사후원연맹 회장(1937년), 국민정신총동원충청북도연맹 이사(1938년), 충청북도유도연합회 평의원(1939년), 충청북도 청주군창씨후원회 회장(1940년)을 겸임하는 한편, 군용물자 공출과 국방사상 보급에 주력하는 등 일본의 침략 전쟁에 적극 협력했다. 1940년 4월 29일 중일 전쟁에 협력한 공로를 인정받아 일본 정부로부터 훈5등 쌍광욱일장을 받았다.
1940년 1월 31일 충청북도임금위원회 위원, 1941년 5월 31일 함경북도 참여관 겸 내무부장으로 각각 임명되었으며, 조선금융조합연합회 함경북도지부 감리관(1941년 5월 31일 임명), 함경북도임금위원회 위원(1941년 7월 9일 ~ 1943년 10월 20일), 함경북도방공위원회 위원(1941년 7월 31일 임명)을 겸임했다. 함경북도 참여관 겸 내무부장 재직 중이던 1942년 8월에 발행된 잡지 《조선공론(朝鮮公論)》에서 농민들에게 총후의 증산전사(增産戰士)가 될 것을 강조한 글과 한시 〈무적황군(無敵皇軍, 동아의 대륙과 바다에서 연전연승하는 일본군을 찬양하는 내용을 담음)〉을 기고했으며, 1943년 6월 9일 일본 정부로부터 훈4등 서보장을 받았다.
1943년 9월 30일 경상북도 참여관 겸 식량부장으로 임명되었으며, 조선식량영단경상북도지부 감리관(1943년 10월 5일 ~ 1944년 10월 6일), 경상북도임금위원회 위원(1943년 10월 21일 ~ 1944년 10월 6일), 경상북도 농상부장(1943년 12월 1일 ~ 1944년 10월 6일) 등을 겸임했다. 1945년 2월 11일 대화동맹 심의원으로 선임되었으며, 광복 이후인 1949년 8월 반민족행위특별조사위원회에 자수했다.
친일파 708인 명단의 도 참여관 부문과 조선총독부 사무관 부문, 민족문제연구소의 친일인명사전 수록자 명단의 관료 부문, 친일반민족행위진상규명위원회가 발표한 친일반민족행위 705인 명단에 포함되었다.

## 참고자료
- 친일반민족행위진상규명위원회 (2009). 〈이해용〉. 《친일반민족행위진상규명 보고서 Ⅳ-14》. 서울. 787~803쪽.